# Джат (этнос)

Джат (урду)

Джат (хинди जाट IAST: Jāṭ, в.-пандж. ਜੱਟ  جٹ Jaṭṭ, урду جاٹ‎) — этническая группа в Индии. Живут в основном в Пенджабе, Харьяне, Раджастхане и Уттар-Прадеш, а также в крупных международных иммигрантских диаспорах. Джаты имеют культурную историю, которую можно проследить до древних времён.
Говорят на языке панджаби (диалект джатки-хинди, хиндки и др.). Распространён также урду. Джаты в основном — последователи сикхизма, но есть среди них индуисты, в Пакистане — мусульмане-сунниты. В начале н. э. племена предков джатов населяли западные районы Пенджаба; расселились в Северной Индии, составили этническую основу пенджабцев. Джаты были в основном земледельцами и военнослужащими.
С 1699 года, успешно ведя борьбу с Великими Моголами, джаты-сикхи создали сильное государство в Пенджабе, захваченное английскими колонизаторами в 1849 году. После 1710 года отмечена массовая миграция джатов-не-сикхов в районы к югу и востоку от Дели, где они тоже успешно противодействовали экспансии Великих Моголов. В 1761 году джаты княжества Бхаратпур отвоевали у Моголов Агру и на 13 лет закрепились в её Красном форте. Но постепенно джаты, как и другие народы Индии, подчинились британскому владычеству…
Джаты не вполне вписываются в варновую/кастовую систему индуизма. Сами себя они считают кшатриями, но многие индусы считают джатов «деградированными кшатриями», которые, ввиду длительного отрыва от брахманских ритуалов, опустились до статуса шудр. В Делийском регионе вдовам местных джатов-индусов традиция разрешает вступать в повторный брак, — при том, что вообще индускам, входящим в высокие касты, второй брак запрещен. Раджпуты — сами бесспорные кшатрии (у которых широко распространено сати — самосожжение вдов) — более других не желают видеть в джатах «братьев по варнe». Отсюда проистекали нередкие кровавые конфликты джатов с раджпутами. Ныне требование признать джатов кшатриями озвучило движение Арья-Самадж (Arya Samaj), видящее в этом способ «отменить» колониальную теорию индо-скифского происхождения джатов.
В 1979 году премьер-министром Индии стал джат Чоудхари Чаран Сингх.
По официальной классификации Индийского правительства, джаты причислены к «другим отсталым группам» (Other Backward Class, OBC). Но, несмотря на это, народность джат — одна из наиболее процветающих групп современной Индии (в расчёте на душу населения). Наибольшее количество джатов проживает в штатах Пенджаб, Харьяна и Гуджарат. В последние годы народность джат — доминирующий политический класс в Пенджабе.

## Галерея фотографий

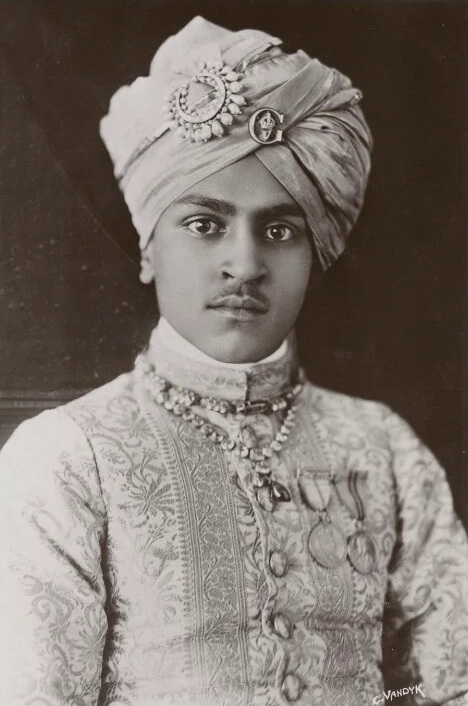
Марая Кишан Синх
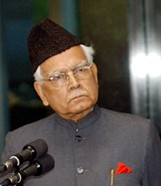
Бывший Министр иностранных дел Индии Натвар Сингх
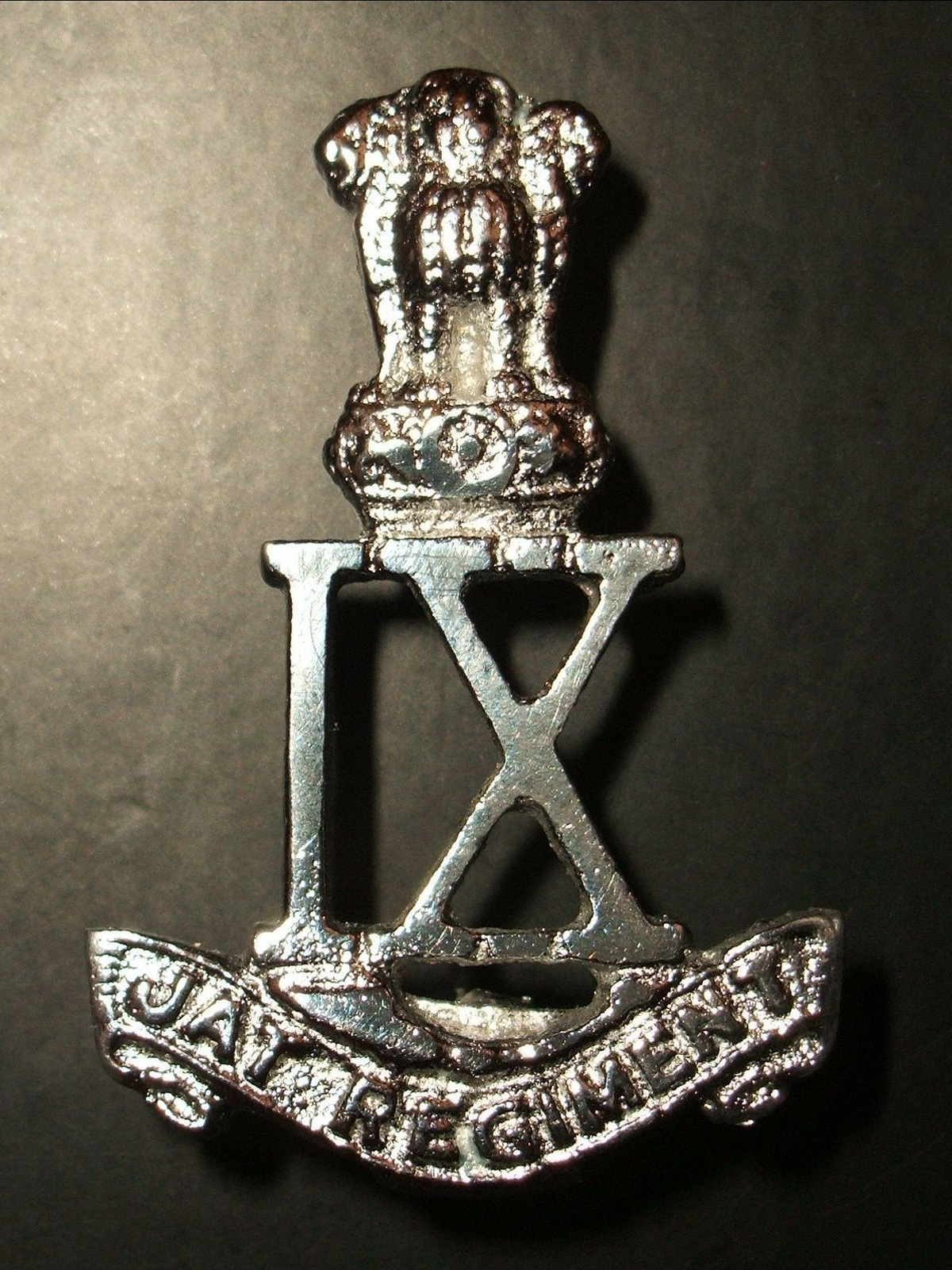
Знак полка джатов